# Ayumi Mine
Ayumi Mine (jap. 峰 歩美, Mine Ayumi; * 15. Juni  1992) ist eine japanische Badmintonspielerin. 

## Karriere
Ayumi Mine nahm 2010 an den Badminton-Juniorenweltmeisterschaften teil. Bei den Romanian International 2012 belegte sie im Dameneinzel ebenso Rang zwei wie bei den Vietnam International 2012. Bei den New Zealand Open 2013 und den Canada Open 2013 stand sie im Viertelfinale, bei den US Open 2013 im Achtelfinale. Ebenso startete sie bei der Japan Super Series 2013.